# Galium pennellii
Galium pennellii är en måreväxtart som beskrevs av Lauramay Tinsley Dempster. Galium pennellii ingår i släktet måror, och familjen måreväxter. Inga underarter finns listade i Catalogue of Life.